# پرسی داوسون (بازیکن فوتبال)
پرسی داوسون (انگلیسی: Percy Dawson; ۴ دسامبر ۱۸۸۹ – ۱۹۷۴ (۷۴−۷۵ سال)) بازیکن فوتبال اهل بریتانیا بود.
از باشگاه‌هایی که در آن بازی کرده‌است می‌توان به باشگاه فوتبال هارت آف میدلوتیان، باشگاه فوتبال بلکبرن روورز، و باشگاه فوتبال بارو اشاره کرد.
وی همچنین در تیم ملی فوتبال اسکاتلند بازی کرده‌است.